# Østerstrand (Fredericia)
 For alternative betydninger, se Østerstrand. (Se også artikler, som begynder med Østerstrand)
Østerstrand er en bystrand, beliggende ca. en kilometer fra Fredericias centrum.
Stranden blev i sin nuværende form, etableret af Fredericia Kommune, i årene 2005 til 2007, på byens gamle badested ved foden af volden, udfor Prinsensgade/ Østervoldgade i Fredericia.
Området omfatter i dag, 2015, blandt andet kiosk, stor terrasse, toiletter, badebro, opholds- og aktivitetsarealer, bålsteder, badeanlæg,  parkering, særlige badefaciliteter for handicappede m.v.

## Blå Flag
Stranden har i flere år fået tildelt Blå Flag-status.

## Triathlon
Stranden har i de sidste år været start-, skifte- og målzone for nationale- og internationale triathlon-mesterskaber, arrangeret af Fredericia Triathlon Team.